# F-Side

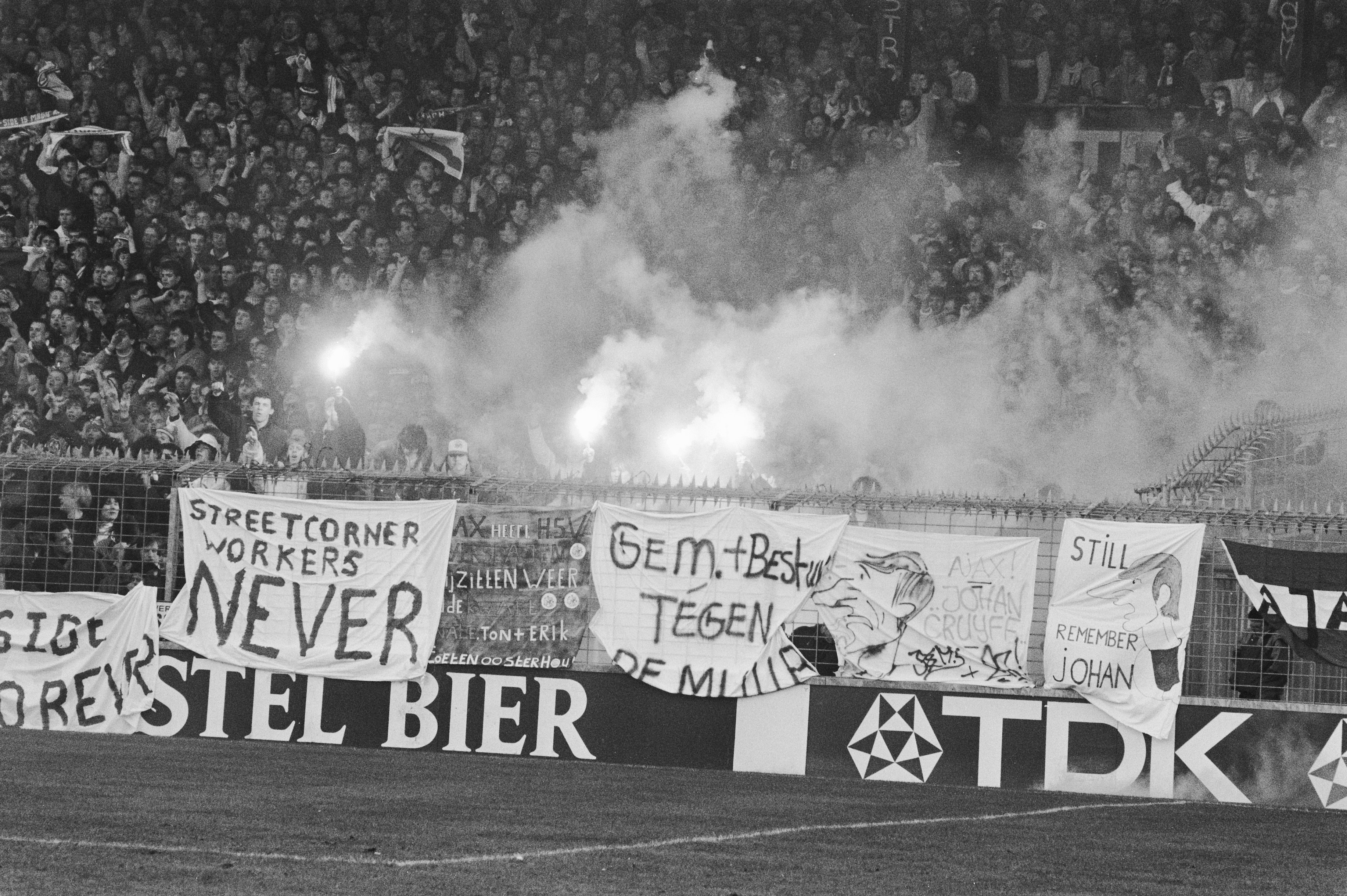
F-side in 1988

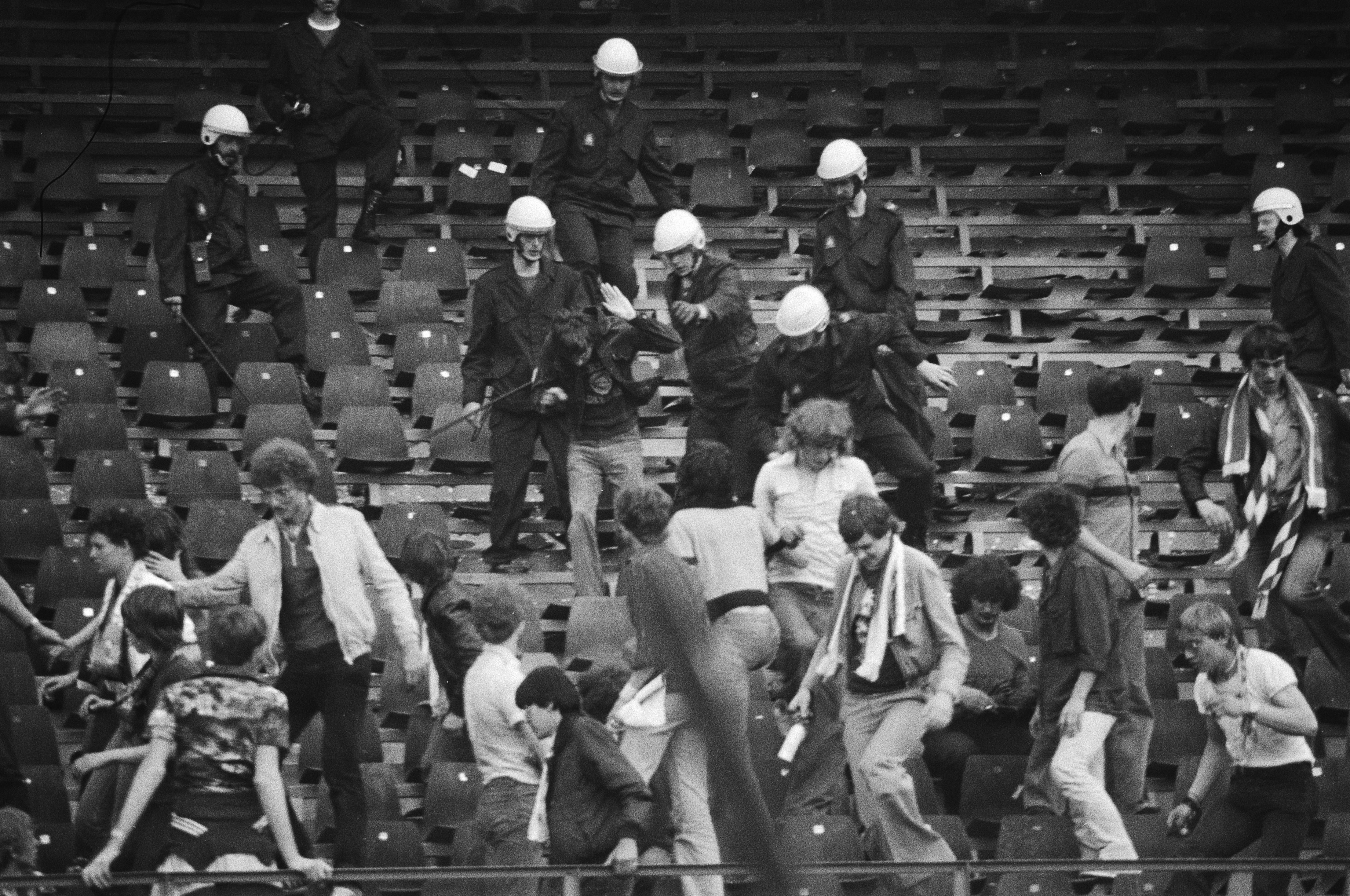
F-side in 1979

De F-Side is de harde kern van de Amsterdamse voetbalclub AFC Ajax.
De F-Side is opgericht op 3 oktober 1976 en wordt gezien als de eerste harde kern van Nederland. Het Van Dale woordenboek beschrijft in de 2006-editie de F-Side als de agressieve en vandalistische supporters van Ajax.
Vanaf het seizoen 2016/2017 werden er staanplaatsen op de F-Side gebouwd. Hierbij werden ook de leden van de jonge generatie fanatieke supporters van Ajax, VAK410 (opgericht in 2001), toegevoegd. Nadat dit bekend werd stopte VAK410 als groep op hun toenmalige locatie, zij gingen verder op de vernieuwde F-Side onder de naam 'Ultras Amsterdam'. Tijdens deze verhuizing werden ook een steiger en speakerinstallatie, die onderdeel waren van de beleving van het toenmalige VAK410, gerealiseerd op de middelste tribune van de F-Side (vak 127).

## Geschiedenis
De F-Side is officieel op 3 oktober 1976 in Amsterdam opgericht, toen de Engelse supporterscultuur (Hooliganisme, of Casuals) naar Nederland overwaaide na een bezoek van Tottenham Hotspur aan Rotterdam, 29 mei 1974. De F-Side was een van de eerste harde kernen in Nederland, samen met de Bunnikside van FC Utrecht, Vak S van Feyenoord, en de North Side van FC Den Haag. Deze harde kernen of sides worden gezien als het begin van het hooliganisme in Nederland. Aanvankelijk bestond de groep vooral uit baldadige jongeren van ongeveer twintig jaar en (niet zozeer extreemrechtse) skinheads. De groep breidde zich uit en bestond in eerste instantie voor het grootste deel uit Amsterdamse supporters, maar er kwamen ook groepen supporters uit bijvoorbeeld Baarn, Loenen, Mijdrecht, Uithoorn, Hilversum, Wezep, Leiden en Oss.
Na het staafincident in september 1989 waar de Oostenrijkse keeper Franz Wohlfahrt van Austria Wien met een staaf werd bekogeld vanuit vak F nam Ajax maatregelen. Ajax ging bijna ten onder aan de gevolgen van het incident. Er verscheen een metershoog hek voor beide statribunes. Reden voor de harde kern om te verhuizen naar Vak M, dat zich 'toevallig' pal naast het vak van de bezoekende supporters bevond.
Het overgrote deel van de vertrekkende supporters was Amsterdams. Vanuit Vak M zagen de 'old school' F-Siders dat hun plaats op vak F werd ingenomen door jongere supporters van buiten Amsterdam. Vaak werd er door Vak M op hen neergekeken als 'boertjes', refererend aan het feit dat zij niet 'uit de stad' zouden komen. Dit wil echter niet zeggen dat het over was met de F-Side, maar er kwam slechts een splitsing tussen de oudere garde en de nieuwe generatie jongeren.

### Naar de Amsterdam ArenA
Half 1996 verliet Ajax de Meer om plaats te nemen in de veel grotere ArenA in de Bijlmer. Het Ajax-bestuur onder leiding van Michael van Praag had besloten om de leden van de F-side over het stadion te verspreiden. Na diverse acties en gesprekken met het bestuur kreeg de F-Side de vakken aan de zuidkant achter het doel toegewezen. In 1997 kreeg de F-Side een zware klap te verduren toen Carlo Picornie overleed na ongeregeldheden met Feyenoord-supporters bij de Slag van Beverwijk.
In 2002 kregen de Ajax-supporters na jarenlange onderhandelingen met Ajax, de gemeente Amsterdam en de politie weer een eigen supportershome. Het nieuwe home lag naast het trainingsveld. Het duurde niet zo heel lang voordat het supportershome gesloten werd na ongeregeldheden tegen het Belgische Club Brugge in 2003. Niet veel later, in de nacht van 30 januari 2005 is het 'home' tot de grond toe afgebrand. Tijdelijk moesten de supporters hun onderdak vinden in een speciaal opgezette tent aan de zuidkant van het stadion. In de zomer van 2005 begon de bouw van het nieuwe 'home', en op 23 september opende het de deuren.

## Rellen
Een rel ging men bij de F-Side niet uit de weg, en de 'voetbalgang' bouwde in een rap tempo een gewelddadige reputatie op; menig vervoermiddel en rivaliserende supportersgroep moest het ontgelden. Al snel werd Ajax een zogeheten 'risicoclub'. Er werden combi-regelingen ingevoerd om het supportersgeweld te beperken, en ook de Mobiele Eenheid ging steeds harder optreden. De rellen werden langzamerhand steeds heviger en men schuwde geen wapengebruik, van messen tot ploertendoders en van vuurwerkbommen tot bijlen. Met name tussen de F-Side en vak S liepen de spanningen hoog op.
Dit zou zich later wreken in de bekende (afgesproken) rellen langs de snelwegen A9 en A10. Bij een eerste treffen werd de F-Side verslagen, en werden door een tegenstander publiekelijk voor 'mietjes' uitgemaakt. Dit schoot de Amsterdamse hooligans in het verkeerde keelgat, en er werd een nieuwe afspraak gemaakt om dit recht te zetten. Er werd dit keer in Beverwijk afgesproken. Op 23 maart 1997 vond de veldslag tussen Ajax en Feyenoord-supporters plaats. Het ging er hevig aan toe, de Mobiele Eenheid kon alleen maar toekijken. De F-siders vonden het eigenlijk allemaal niet zo eerlijk, want zo was het niet afgesproken, maar ze konden er niet meer aan ontkomen en uiteindelijk overleed Carlo Picornie aan zijn verwondingen onderweg naar het ziekenhuis. Hij was niet de eerste voetbaldode in Nederland, op 8 december 1991 stierf Erik Lassche, een supporter van FC Twente, eveneens door toedoen van een Feyenoord-hooligan. Na Beverwijk hielden sommige F-Siders het voor gezien, het verlies van Carlo Picornie viel hen te zwaar. Er deden zelfs verhalen de ronde dat er vanuit de Amsterdamse onderwereld represailles zouden volgen richting de Rotterdammers.
Na de 'snelwegrellen' volgen nog vele confrontaties met andere supportersgroepen, bij elke thuis- en bijna elke uitwedstrijd is wel een groep relschoppers op de been. De laatste grote rel dateert van 17 april 2005, rondom de wedstrijd Feyenoord - Ajax. Hierbij strandde een van de twee supporterstreinen. De supporters uit de eerste trein werden bij het stadion door de politie vastgehouden en mochten het stadion niet in. De tweede trein, die inmiddels al in Rotterdam was gearriveerd werd teruggestuurd naar Amsterdam. Ter hoogte van Nieuwerkerk aan den IJssel werd deze trein (door de supporters) tot stilstand gebracht.
Bij de eerste trein volgde een heftige confrontatie, vooral tussen Feyenoord-fans en de ME, en de supporterstrein werd zo goed als geheel gesloopt door Ajacieden en stenen gooiende Feyenoorders. De schade liep tot in de tonnen en de NS weigerde voortaan Ajax-supporters te vervoeren. Hier kwam uiteindelijk niets van.
Door intensief speurwerk van de politie, 100% fouillering en identificatieplicht, stadionverboden, combiregelingen en allerlei andere maatregelen om het supportersgeweld in te perken vinden er tegenwoordig nog maar weinig ongeregeldheden plaats.

## Geuzennaam

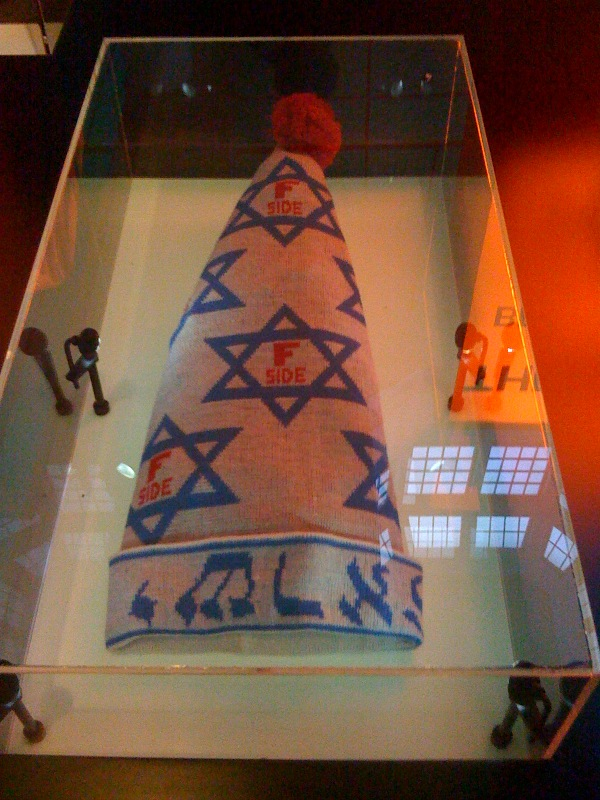
F-Side muts in Joods Historisch Museum

Ajacieden noemen zichzelf Joden. Eind jaren 70 waren er in de Nederlandse stadions waar Ajax speelde steeds meer anti-Joodse spandoeken te zien, en anti-Joodse spreekkoren te horen. Dit komt doordat Ajax een Joodse achtergrond heeft. Wanneer de tegenpartij naar het stadion moest lopen liep men onderweg door een Joodse wijk in Amsterdam-Oost. De eerdergenoemde Bunnikside wist Nederland te choqueren door een spandoek te maken met daarop Ajax, alleen waren de letters a afgebeeld als davidssterren, en de letter x als een hakenkruis. Later nog kwam dezelfde Bunnikside met de tekst: Adolf, hier lopen er nog 11, als jij ze niet vergast dan doen we het zelf. De F-Side ging als reactie hierop steeds meer Israëlische vlaggen gebruiken in het stadion, en adopteerde 'joden' als geuzennaam. Pas later begonnen de fans met het scanderen van de naam Joden.
Waarom Ajax bekendstaat als 'jodenclub' is moeilijk te zeggen. Ajax is niet opgericht als een joodse club (Echte 'jodenclubs' zijn de Amsterdamse clubs WV-HEDW en Maccabi, of Marathon), maar in de tijd dat Amsterdam verschillende clubs op het hoogste niveau had (Volewijckers voor Noord, Blauw-Wit voor Zuid, DWS voor West) was Ajax de club van Oost, waar zo ongeveer alle joodse Amsterdammers woonden. De meesten waren geen lid van de vereniging, maar op de tribune was er een duidelijke joodse cultuur.
Ajax heeft enkele Joodse spelers en bestuursleden gehad, waaronder Jaap van Praag (oud-voorzitter), Bennie Muller, Sjaak Swart, David Endt, de in 2016 overleden oud-voorzitter en erelid Uri Coronel en de half Israëlische Daniël de Ridder. Hij verliet Ajax in 2006 voor het Spaanse Celta de Vigo. Oud-voorzitter Michael van Praag (zoon van Jaap van Praag, zelf niet joods omdat zijn moeder dat niet was) heeft vele pogingen ondernomen om de geuzennaam te verbannen en het gebruik van Davidssterren in te perken. Onder de nieuwe voorzitter John Jaakke worden deze plannen doorgezet, maar lijken keer op keer te falen. Ook Uri Coronel heeft een poging gedaan om supporters niet meer met 'Joden' te scanderen, maar zonder succes. Bennie Muller werd ooit eens in de stadsderby Ajax–DWS door een tegenspeler uitgemaakt voor 'vuile jood'. Er zijn ook clubmensen die trots zijn op het imago van de club, waaronder oud-verzorger Salo Muller.
De bijnaam 'Joden' heeft voor de Ajax-aanhang geen enkele religieuze of politieke grond. Waarbij deze bijnaam door de supporters louter wordt gebruikt uit; trots voor de club of ter aanmoediging van het team gedurende de wedstrijden.
Het gebruik van de bijnaam 'Joden' wordt kortom door vrijwel de volledige supportersschare gebruikt als symbool van trots, zonder per se te refereren naar het religieuze aspect van de bijnaam.

## Boek F-Side
De F-Side heeft sinds 2002, een jaar na het 25-jarig jubileum, een eigen boek. Het boek heeft de titel 'F-Side is niet makkelijk' en telt 255 bladzijden, waarin de hele subcultuur rond de F-Side door de fans wordt beschreven. Het boek heeft veel foto's, die dateren van 1976 tot 2001. Het boek waarvan er 11.000 zijn verkocht heeft, ondanks het soms gewelddadige karakter, lovende kritieken gekregen.